# إسكندرنامه
الإسكندرنامه (ويعني "كتاب الإسكندر")، لا ينبغي الخلط بينه وبين إسكندر نامه لنظامي، هو أقدم تنقيح فارسي لتقليد قصة الإسكندر، مجهول المصدر ويرجع تاريخه إلى وقت ما بين القرنين الحادي عشر والرابع عشر، على الرغم من أنه مؤخرًا تؤكد أن النص من القرن الحادي عشر حسب ادعاءات إيفانجيلوس فينيتيس، وتحديدًا في عهد محمود الغزنوي في بلاط الإمبراطورية الغزنوية. ويُوصف الإسكندر بأنه ملك ونبي مسلم ويُعرف بالفاتح المسمى ذو القرنين في القرآن الكريم. ونلاحظ هذا التطابق أيضًا في النسخ العربية لرواية الإسكندر، مثل قصة الإسكندر وقصة ذو القرنين. وعلى هذا النحو، فهو ذو قرنين ويبني أبواب الإسكندر الشهيرة ضد يأجوج وماجوج (طالع أيضًا: قرون الإسكندر). 
تأثر تأليف إسكندر نامه بالمؤلفات الفارسية السابقة، مثل الشاهنامه للفردوسي.

## المخطوطات
يُعرف كتاب الإسكندرنامه من خلال مخطوطة واحدة موجودة في المجموعة الخاصة لسعيد نفيسي في طهران. من المرجح أن تكون المخطوطة قد نُسخَت بين القرنين الرابع عشر والخامس عشر. 
الجزء الأول والأخير من المخطوطة المعروفة مفقود. توجد العديد من عمليات المحو الواضحة وإعادة الكتابة. يزعم الناسخ أن كاتب نسخته الأصلية (عبد الكافي بن أبي البركات) كان لديه إمكانية الوصول إلى عدة نسخ من النص، بما في ذلك الأصل.

## التأريخ
وقد تم ذكر محمود الغزنوي صراحة في النص، مما يوفر نهاية لاحقة لتأليف النص على الأقل. من الممكن أن يكون أحد النساخ المذكورين في التقليد معروفًا، وهو ابن أبي البركات، الذي عاش في القرن الثاني عشر، مما يوفر نهاية سابقة لتأريخ النص أيضًا.

## الدراسة
وقد تم نشر نسخة منقحة من المخطوطة بواسطة إيراج أفشار أولاً في عام 1964، ثم مرة أخرى في عام 2008 لتصحيح نقاط الضعف في الإصدار السابق. أول عمل أكاديمي جوهري على نص إسكندر نامه قام به ويليام هانواي، ونشره في أطروحته للدكتوراه في عام 1970. إلى جانب كتاب إسكندرنامه، درس أربعة أعمال أخرى من روايات النثر الفارسية ما قبل الصفوية: دارابنامه ، وفيروز شاهنامه ، وسمك العيار ، وقصة حمزة. وبعد ذلك، لم يتم نشر سوى أوراق متفرقة أو إدخالات موسوعية حول العمل، مثل تلك التي كتبها ساوثجيت، وروبانوفيتش، وهاناواي. وكان العمل أيضًا موضوع أطروحة فينيتيس عام 2006، الذي نشر أول ترجمة إنجليزية للعمل في عام 2017.

## الترجمات
في عام 1978، أنتج مينوو ساوثجيت ترجمة إنجليزية مختصرة (جزئية) تضم خمس النص الأصلي. نشر ففنتيس أول ترجمة كاملة للنص باللغة الإنجليزية عام 2017. 

## طالع أيضًا
- قصة الإكسندر
- قصة ذو القرنين
- شاهنامة